# Xe đạp tại Đại hội Thể thao Đông Nam Á 1977
Xe đạp tại Đại hội Thể thao Đông Nam Á năm 1977 diễn ra từ ngày 20 đến 23 tháng 11 năm 1977 dọc theo đường Kuching Street ở Kuala Lumpur, Malaysia. Nội dung bao gồm các cuộc đua đường trường và đường đua lòng chảo, mở đầu với các cự ly cá nhân tính giờ và xuất phát đồng loạt, cùng cuộc đua đồng đội đường tính giờ và cuộc đua rượt đuổi.

## Tóm tắt kết quả

### Nam
| Nội dung                                 | Vàng                                                     | Bạc                                                                                | Đồng                                                             |
| ---------------------------------------- | -------------------------------------------------------- | ---------------------------------------------------------------------------------- | ---------------------------------------------------------------- |
| Đua cá nhân 1600 mét xuất phát đồng loạt | Jamil Mohammed                                           | Jamaluddin Omar                                                                    | Thien Zaw                                                        |
| Rượt đuổi cá nhân 4000 mét               | Sutiyono                                                 | Choosak Seepol                                                                     | Abbas Mutalib                                                    |
| Đồng đội tính giờ 100 km                 | Indonesia Das Rizal · Munawar Saleh · Suharto · Sutiyono | Thái Lan Chartchai Jantart · Choosak Seepol · Prajin Roongje · Pongpan Chuaynookul | Malaysia Ali Hasan · Abu Bakar Mat · Razak Khamis · Ismail Ghani |